# Three First National Plaza
Three First National Plaza je 57 patrový mrakodrap v Chicagu. Se svojí výškou 234 m patří mezi 20 nejvyšších budov ve městě. Byl navržen firmou Skidmore, Owings and Merrill a dokončen v roce 1981. Celková podlahová plocha budovy je asi 130 000 m2, z toho drtivou většinu zabírají kanceláře.